# Hystrix (botânica)
Hystrix é um género botânico pertencente à família Poaceae.
O género foi descrito por Conrad Moench e publicado em Methodus Plantas Horti Botanici et Agri Marburgensis : a staminum situ describendi 294. 1794. A espécie-tipo é Hystrix patula Moench.

## Espécies
O género tem 62 espécies descritas das quais 9 são aceites:
- Hystrix californica (Bol.) Kuntze
- Hystrix coreana (Honda) Ohwi
- Hystrix duthiei (Stapf) Bor
- Hystrix gracilis (Hook.f.) Kuntze
- Hystrix japonica (Hack.) Ohwi
- Hystrix komarovii (Roshev.) Ohwi
- Hystrix laevis (Petrie) Allan
- Hystrix patula Moench
- Hystrix sibirica (Trautv.) Kuntze

## Sinônimos
- Asperella Humb. (SUH)
- Cockaynea Zotov
- Gymnostichum Schreb. (SUS)